# Gamarra (ort)
Gamarra är en ort i Colombia.   Den ligger i departementet Cesar, i den norra delen av landet, 400 km norr om huvudstaden Bogotá. Gamarra ligger 42 meter över havet och antalet invånare är 7 327. Den ligger vid sjöarna  Ciénaga Ocaña Ciénaga Baquero och Ciénaga Juncal.
Terrängen runt Gamarra är platt, och sluttar västerut. Runt Gamarra är det ganska tätbefolkat, med 100 invånare per kvadratkilometer. Närmaste större samhälle är Aguachica, 13,9 km öster om Gamarra. Omgivningarna runt Gamarra är huvudsakligen savann.